# Mezőlak
Mezőlak è un comune dell'Ungheria di 1.076 abitanti (dati 2001). È situato nella contea di Veszprém.